# Epaphrodita dentifrons
Epaphrodita dentifrons es una especie de mantis de la familia Hymenopodidae.

## Distribución geográfica
Se encuentra en las islas de Cuba y La Española.